# Portunův chrám
Portunův chrám (italsky: Tempio di Portuno) je starověký římský chrám v Římě v Itálii. Byl postaven vedle Forum Boarium, římského dobytčího trhu. Pravděpodobně byl zasvěcen bohu Portunovi (bohu klíčů, dveří a dobytka), i když přesné zasvěcení zůstává nejisté. V renesanci byl patrně mylně identifikován jako chrám Fortuny Virilis a někdy je tak nazýván ještě dnes. Chrám je jedním z nejzachovalejších římských chrámů. Byl vystavěn v iónském slohu pseudoperipterosovou formou ve 3. nebo 4. století př. n. l. a byl přestavěn mezi lety 120 a 80 př. n. l. Byl postaven z tufu a travertinu se štukovým povrchem, který se ale nezachoval a nebyl obnoven. Obdélníková budova se skládá z tetrastylového portiku a celly vyvýšených na vysokém pódiu, na které vede schodiště, které se zachovalo. V roce 872 byl chrám přeměněn na křesťanský kostel zasvěcený Marii Egyptské, díky čemuž byl uchoval v poměrně nepoškozené podobě. Kostelem zůstal až do počátku 20. století, kdy byl odsvěcen, zbaven všech pozdějších doplňků a vrátil se ke svému klasickému vzhledu. Tato obnova zahrnovala i demolici okolních budov z období středověku a renesance.